# (10806) Мексика
(10806) Мексика (исп. México) — типичный астероид главного пояса, который был открыт 23 марта 1993 года американским астрономом Эриком Эльстом в исследовательском центре CERGA и назван в честь Мексики, государства на юге Северной Америки.

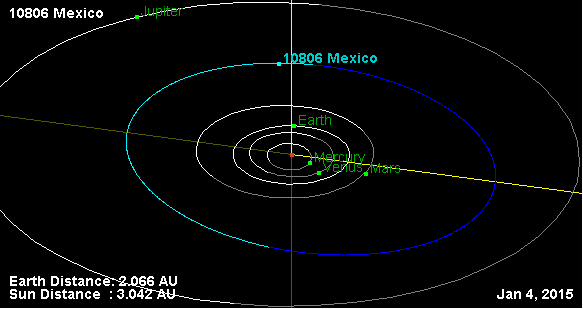
Орбита астероида Мексика и его положение в Солнечной системе